# Anopheles tibiamaculatus
Anopheles tibiamaculatus är en tvåvingeart som först beskrevs av Arthur Neiva 1906.  Anopheles tibiamaculatus ingår i släktet Anopheles och familjen stickmyggor. Inga underarter finns listade i Catalogue of Life.